# Brin d’amour
De Brin d’Amour is een Franse kaas van het eiland Corsica.
De Brin d’Amour is een relatief jong product, wordt nog niet zo lang geproduceerd. Het is wel een duidelijk eigen product van de streek, de kaas wordt gemaakt van de schapenmelk van het eiland en krijgt zijn smaak voor een groot deel van de kruiden die op het eiland in grote hoeveelheden voorhanden zijn, de kruiden die overleven in het droge bergachtige landschap, zoals de jeneverbes, de rozemarijn en het bonenkruid.
De kaas wordt uitsluitend handmatig geproduceerd op het eiland, de kaas wordt na productie in kruiden gewikkeld en zal daarna nog minimaal 2-3 maanden rijpen. Dit rijpingsproces staat er garant voor dat de smaak van de kruiden goed in de kaas is getrokken.
Resultaat is een wit, vrij droog kaasje, met een ivoorkleurige buitenkant met een typisch eigen smaak. Optimaal is de kaas in de zomer, wanneer ook de melk van de schapen doortrokken is van de aroma’s van de kruiden van het eiland.